# Хайдучия
Хайдучия или гайдучия — в сербской истории XVIII—XIX веках название повстанческой войны против турок, а затем вообще повстанческой деятельности как таковой. Она была одним из способов выразить своё сопротивление иностранному господству, имевшему многократный численный перевес.
Во время нахождения сербских земель под турецким владычеством у сербов развились особые традиции и представления о поведении участников «хайдучии», сохранявшиеся в причудливом переплетении эпической поэзии, обычного права, этнографических особенностей и народного православия.
День святого Георгия (серб. «Джурджевдан»), 6 мая, считался днем «хайдуцкой встречи», когда зазеленевшие склоны гор позволяли уходить из населенных пунктов в леса, долины, горы, где хайдука не могла настичь турецкая власть. А День святого Димитрия (серб. «Митровдан»),
8 ноября, считался днем «хайдуцкого расставания», когда участники «хайдучии» из-за начинавшихся холодов возвращались с гор и пережидали зиму по тайным убежищам у доверенных лиц. Такой доверенный помощник (серб. јатак) доставлял скрывающемуся хайдуку продовольствие, размещал его в своем доме и снабжал информацией. Взамен, хайдук делился с ятаком частью добычи. Если ятак предавал хайдука, за этим следовала жестокая месть, обычно оканчивавшаяся смертью.
Грабеж был важной составляющей деятельности хайдуков, при этом имелись некоторые ограничения. Так, допустимым считалось только нападение на торговцев и сборщиков податей, бедных трогать запрещалось. Также были ограничены убийства, они позволялись либо из мести, либо если жертва грабежа оказывала сопротивление. Помимо этого хайдуки занимались и похищением людей с целью выкупа.
Иногда участники хайдучии объединялись в отряды — четы, которые возглавляли атаманы — харамбаши.